# Bouna (Bani)
Pour les articles homonymes, voir Bouna.
Bouna est une commune située dans le département de Bani, dans la province de Séno, région du Sahel, au Burkina Faso.